# Marenadu, Chiknayakanhalli
Marenadu là một làng thuộc tehsil Chiknayakanhalli, huyện Tumkur, bang Karnataka, Ấn Độ.